# Marc Albrighton
Marc Kevin Albrighton (18 de novembro de 1989) é um ex-futebolista que jogava como meia ou ala.
Juntou-se ao Aston Villa quando tinha oito anos de idade, estreando profissionalmente em 2009, participou de 101 jogos pelos Villains e marcou 9 gols nesse tempo. Foi emprestado ao Wigan em 2013. Quando terminou o seu vínculo com os clubes, assinou com as Raposas em 2014, na qual foi campeão da Premier League na temporada 2015/16, atuando em todos os jogos.
Já teve participação por sua seleção, nos times sub-20 e no sub-21 em Setembro de 2010 durante as qualificações para a próxima Euro, marcando seu gol quinze minutos após entrar em campo.

## Carreira

### Aston Villa

#### Seu início
Nascido em Tamworth, Staffordshire. Começou sua carreira no clube da cidade, o Mile Oak Monarchs antes de ser oferecido em proposta para os rivais locais do Villa, o West Bromwich Albions. Foi rejeitado pelos Albions, assinando então com o Villa aos oito anos de idade.
Após impressionar na equipe sub-18, jogando com os reservas, sua 1ª experiência profissional foi em 10 de julho de 2008, saiu do banco de reserva e jogou 17 minutos no amistoso de pré-temporada contra o Wil, vencendo por 6-0. Sua estreia em jogos oficiais foi no jogo fora de casa em 26 de fevereiro de 2009 contra o CSKA pela UEFA Cup em derrota por 2-0 (3-1 no agregado)
No decorrer da temporada 2009/10, Albrighton foi incluído na equipe que participou em um torneio de pré-temporada, chamado Copa da Paz 2009, na qual marcou seu 1º gol pela equipe no triunfo de 3-1 sobre o Atlante. Jogou a final contra a Juventus, na qual os Villains venceram os italianos por 4-3 na disputa de pênaltis.

#### Primeiro time
Albrighton jogou pela 1ª vez a Premier League em 15 de agosto de 2009 contra o Wigan no Villa Park, entrando em campo no 68º minuto na derrota por 2-0. Em 24 de setembro, estendeu seu contrato por mais 3 anos. Em Dezembro, o técnico Martin O'Neill admitiu que Marc, Nathan Delfouneso, Ciaran Clark estavam sendo visados para empréstimo, todavia reiterou que acreditava que o crescimento dos jovens seria igualmente benéfico ao permanecerem no Aston Villa.
Após uma boa pré-temporada, estreou como titular na temporada 2010/11 contra o West Ham em 14 de agosto de 2010, assistindo duas vezes para a vitória de 3-0. Marcou seu 1º gol contra o Tottenham em 2 de outubro. Foi suspenso em 27 de outubro na partida contra o Burnley pela Copa da Liga, perdendo a chance de enfrentar seu rival local, o Birmingham City. Em 5 de novembro, assinou um novo contrato o mantendo até 2014 no clube. Em 23 de novembro teve que desfalcar a equipe por 3 a 4 semanas devido a uma cirurgia de remoção do apêndice. Retornou para disputar a partida contra o Liverpool em Anfield e foi substituído por Robert Pirès após 65 minutos em campo na derrota por 3-0. Albrighton participou das jogados de ambos os gols que definiram em casa a vitória por 2-1 contra o West Bromwich em dezembro de 2010.
Em dezembro de 2011, marcou o 20000º gol da Premier League em casa contra o Arsenal, ganhando um cheque de 20 mil libras da Barclays, a patrocinadora da liga. Doou para a instituição de caridade de sua escolha, a Acorns Children's Hospice. Marcou o 1º gol da partida na vitória por 3-1 contra o Bristol Rovers no estádio Memorial Ground pela FA Cup.
Passou por uma operação na garganta em outubro de 2013 que restringiu sua participação na Copa da Liga. Foi emprestado ao Wigan por 28 dias em 30 de outubro. Jogou 4 vezes até ser chamado de volta em 27 de novembro e em 20 de maio de 2014, ele e Delfouneso foram liberados pelo clube.

### Leicester City

#### 2014–15
Em 23 de maio de 2014, assinou contrato de 4 anos com o clube, acompanhando o retorno deles à Premier League. Estreou pelos Foxes em 23 de agosto, substituindo Riyad Mahrez nos últimos 22 minutos da partida na derrota por 2-0 ao Chelsea. No dia 29 de abril, no returno contra o mesmo Chelsea, marcou o primeiro gol antes do intervalo da partida, só que houve a virada e findou em 3-1. Totalizou 18 aparições na liga em sua 1ª temporada pelo novo clube, marcando seu 2º gol no último jogo da rodada num 5-1 contra o Queens Park Rangers em 24 de maio. Uma das razões para o sucesso do Leicester no final da temporada, foi a mudança de posicionamento do jogador, mais recuado e próximo ao meio de campo e não como ala. Teve papel crucial na retomada do time para escapar do rebaixamento, vencendo 7 das 9 partidas restantes e finalizando em 14º lugar com 41 pontos.

#### 2015–16
Jogou mais vezes como titular com a chegada de Claudio Ranieri. Marcou seu primeiro gol contra o Sunderland na vitória por 4-2, o qual acabaria se tornando uma temporada inesquecível. Teve Riyad Mahrez como parceiro de meio-campo, além de Danny Drinkwater e N'Golo Kanté como volantes próximos a ele. Foi lembrado pelo seu ''trabalho diligente defensivamente e quando avançava ao ataque, era capaz de fazer bons lançamentos aos companheiros e abrir espaços''. Ranieri reivindicou que ''Albrighton personifica o espírito do Leicester'' e seu ''inequivocável senso de sacrifício''. Marcou seu segundo tento pela equipe na vitória por 4-0 contra o Swansea em 24 de abril.
Deu seis assistências nessa temporada da Premier League: nos jogos contra West Ham, Chelsea, West Brom, Sunderland (2) e Swansea City.

#### 2016–17
Marcou o 1º gol do Leicester na Champions League em sua história, contra o Club Brugge na Bélgica, na vitória por 3-0. Albrighton descreveu seu gol como um dos momentos mais memoráveis em sua carreira. Nas oitavas de final da [[Liga dos Campeões da UEFA], ajudou na classificação do time ao marcar o segundo gol das Raposas sobre o Sevilla, culminando no avanço da equipe às quartas de final, sendo 3-2 no placar agregado.

#### Últimas temporadas
Na temporada 2017-18 deu 7 assistências e marcou 2 gols: no empate em 1-1 contra o West Ham e na vitória por 3-0 contra o Huddersfield. Em 2018-19, contribuiu à equipe com 2 gols na Premier League (na derrota por 4-2 para o Bournemouth e na vitória de 2-1 sobre o Manchester City) e 3 assistências, além de um gol e uma outra assistência na Copa da Liga Inglesa.[carece de fontes?] No dia 18 de janeiro de 2019, o clube anunciou extensão de seu contrato até junho de 2022.
No dia 9 de janeiro de 2021, Albrighton marcou seu primeiro gol pelo Leicester após muito tempo. Na ocasião, anotou o segundo gol da equipe na vitória por 4-0 sobre o Stoke City na FA Cup. Assinalou seu único gol na Premier League 2020-21 no dia 8 de maio, na derrota por 4-2 para o Newcastle em casa.
No dia 30 de julho de 2021, assinou um contrato com o Leicester para ficar até 2024. Chegou a ser emprestado ao West Brom em janeiro de 2023 até o restante da temporada. Participou discretamente da campanha dos Foxes para retornarem à Premier League, com 12 aparições na Championship e mais alguns jogos nas copas domésticas na temporada 2023-24.

## Títulos
Leicester City[carece de fontes?]
- Premier League: 2015–16
- Copa da Inglaterra: 2020–21
- Supercopa da Inglaterra: 2021
- EFL Championship: 2023-24